# Сейлем (тауншип, округ Касс, Миннесота)
Сейлем (англ. Salem) — тауншип в округе Касс, Миннесота, США. На 2000 год его население составило 78 человек.

## География
По данным Бюро переписи населения США площадь тауншипа составляет 94,2 км², из которых 90,9 км² занимает суша, а 3,3 км² — вода (3,54 %).

## Демография
По данным переписи населения 2000 года здесь находились 78 человек, 33 домохозяйства и 23 семьи. Плотность населения —  0,9 чел./км². На территории тауншипа расположено 54 постройки со средней плотностью 0,6 построек на один квадратный километр. Расовый состав населения: 97,44 % белых и 2,56 % коренных американцев.
Из 33 домохозяйств в 24,2 % воспитывались дети до 18 лет, в 69,7 % проживали супружеские пары и в 30,3 % домохозяйств проживали несемейные люди. 30,3 % домохозяйств состояли из одного человека, при том 18,2 % из — одиноких пожилых людей старше 65 лет. Средний размер домохозяйства — 2,36, а семьи — 2,96 человека.
19,2 % населения — младше 18 лет, 7,7 % — в возрасте от 18 до 24 лет, 17,9 % — от 25 до 44, 37,2 % — от 45 до 64, и 17,9 % — старше 65 лет. Средний возраст — 47 лет. На каждые 100 женщин приходилось 136,4 мужчин. На каждые 100 женщин старше 18 приходилось 125,0 мужчин.
Средний годовой доход домохозяйства составлял 52 500 долларов, а средний годовой доход семьи —  48 125 долларов. Средний доход мужчин —  19 250  долларов, в то время как у женщин — 12 344. Доход на душу населения составил 18 322 доллара. За чертой бедности не находились ни одна семья и ни один человек.